# 堀口としみ
堀口 としみ（ほりぐち としみ、1977年(昭和52年)12月19日 - ）は、日本のタレントである。群馬県高崎市出身。GOLD STAR所属。

## 略歴
群馬県内の高校卒業。レースクイーンとしてオリンピックkondoジュールクィーン、イエローコーンなどで活躍する。2003年、2004年のオートギャラリー東京イメージガールを務めた。
「美神の踝」などのテレビ番組にも出演していた。
2007年5月発売のDVD「onax」[ferax]にて芸能界からの引退を宣言したが、2010年9月にブログを開始し、芸能界へ復帰。
2011年8月の撮影会を最後に再び休業。同月15日を最後にブログ更新なし。
2017年11月発売のDVD「不倫密会」から活動を再開し、初ヌードを披露した。

## 人物
趣味は献血、ビリヤード、バービー（人形）集め。
辛い物好きである

### 着エロ
グラビアアイドルとしての活動では主に着エロを披露し、一時期「着エロの女王」とも評されていた。
着エロをするようになってからTバック愛好家になり、以後Tバックを愛用。それ以後はTバック以外の下着は購入していない様子。また、着エロをするようになり、際どいシーンを演出するために、陰毛の処理が面倒臭く感じたことから永久脱毛をしたため、現在パイパンである。
着エロ以外にも際どい仕事に挑戦しており、名古屋テレビの番組ではレズシーンを演じたこともある。

## 出演

### テレビ
- 内村プロデュース（2002年2月2日、テレビ朝日系）
- まるはぎ。（2002年5月25日、テレビ東京）
- Matthew's Best Hit TV（2002年12月11日、テレビ朝日系）
- 史上最大1万枚の宝くじ!2002年最後の夢勝負! ～3億円山分けスペシャル（2002年12月31日、テレビ東京）
- 宅配良品（2003年2月、テレビ朝日）
- Se-女!、Se-女!2（2003年、2004年、テレビ東京）
- ニューカマーズ「優先順位バラエティ!プライオリTV!!」（2004年10月20日、フジテレビ）
- 北野タレント名鑑（2004年11月18日、フジテレビ）
- アフリカのツメ（2004年12月16日、よみうりテレビ）
- 水着少女（2004年、テレビ東京）
- 草野☆キッド（2005年、テレビ朝日）
- 悩殺×女神　#112（MONDO21）
- 脱がせ屋「高須」のモンド無用！（MONDO21）
- 矢部美穂のオンナの蜜談（MONDO21）

## 作品

### 写真集
- BODY HEAT（2002年12月、オールアウト、撮影：西川和久）ISBN 978-4901219433
- TOKYO エレクトガール（2003年3月、ぶんか社、撮影：SHOWN）ISBN 978-4821125203
- 桃尻!TOKYOエレクトガール2（2003年10月25日、ぶんか社、撮影：SHOWN）ISBN 978-4821125753
- TM革命（2004年3月、バウハウス、撮影：横山こうじ）ISBN 978-4894619722
- TOKYO ERECT GIRL Orga!（2004年9月24日、ぶんか社、撮影：小塚毅之）ISBN 978-4821126323
- 肌の記憶 TOKYO ERECT GIRL（2005年6月24日、ぶんか社、撮影：前村竜二）ISBN 978-4821126613
- MAXIMUM!!（2019年5月15日、双葉社、撮影：野川イサム）ISBN 978-4575314540

### DVD
- BODY HEAT（2002年9月24日、ジーピー・ミュージアム）
- glitter（2003年3月21日、日本メディアサプライ）
- Black Bird（2003年6月25日、コム・アライアンス）
- 桃尻!TOKYOエレクトガール（2003年10月24日、ぶんか社）
- Body Burn（2004年1月25日、ジーピー・ミュージアム）
- コスプレドリーム1 -RQ妄想シアター（2004年2月13日、日本メディアサプライ）
- マイランジェリー（2004年2月27日、	ENGEL）- 牛川とこ、大和真実とのオムニバス
- 淫恋慕（2004年4月30日、ベガファクトリー）
- TM革命（2004年6月24日、バウハウス）
- 蜜壺 TOKYO ERECT GIRL（2004年9月24日、ぶんか社）
- Se-女! B（2004年10月25日、ジーピー・ミュージアム）
- マニア（2004年12月17日、日本メディアサプライ）
- Se-女!2（2005年2月25日、イーネットフロンティア）
- 花と蜜蜂（2005年3月25日、ぶんか社）- 黒木ゆり恵と共演
- 淫尻テーション（2005年3月31日、ベガファクトリー）
- 調教（2005年6月24日、ぶんか社）
- Tossy Cat（2005年9月23日、hmp）
- 花と蜜蜂Ⅱ（2005年9月23日、ぶんか社）- 吉田千晃、細部葉と共演
- Spicy（2005年11月5日、さくら堂）- 吉田千晃、七生奈央と共演
- コントラストH（2005年12月22日、ジーオーティ）
- 淫蜜Hole（2006年2月28日、ベガファクトリー）
- 快感（2006年4月21日、日本メディアサプライ）
- T-1グランプリ（2006年6月23日、ぶんか社）
- フェラックス（2007年5月25日、ジーオーティ）
- オナックス（2007年5月25日、ジーオーティ）
- 不倫密会（2017年10月13日、REAL）
- 秘密の愛人（2018年1月12日、メディアージュ）
- 禁断のハネムーン（2018年3月16日、キングダム）
- 誘惑ゲーム（2018年5月11日、キングダム）
- L’Amant ～ラマン～（2018年7月13、キングダム）
- 淫らなエレクトガール（2018年10月26日、REAL）
- カリスマ美熟女（2018年12月28日、キングダム）
- 愛の蜜（2019年2月22日、キングダム）- 尾崎ヒカルと共演
- 淫乱（2019年3月26日、キングダム）
- 最高潮（2019年9月27日、キングダム）
- 愛のエキス（2019年12月13日、キングダム）- 尾崎ヒカルと共演
- Sesso（2020年1月17日、キングダム）
- 溢れる思い（2020年3月27、キングダム）
- 愛のジュース（2020年5月29日、キングダム）
- SEABREEZE（2020年7月31日、キングダム）
- THE 卍（2020年8月21日、キングダム）- 尾崎ヒカルと共演
- 開花（2020年10月30日、キングダム）
- リミックス ～東京編・グアム編～（2020年11月27日、キングダム）
- ロマンス（2020年12月30日、キングダム）
- リミックス ～東京編・ベトナム編～（2021年2月26日、キングダム）
- firing（2021年3月26日、キングダム）
- リミックス ～沖縄編～（2021年5月21日、キングダム）
- プレイガール（2021年5月31日、キングダム）
- 69（2021年7月23日、キングダム）- 尾崎ヒカルと共演
- dirty woman（2021年11月26日、キングダム）
- リミックス ～台湾編～（2022年1月28日、キングダム）
- 躾LOVE（2022年2月25日、キングダム）
- 絶叫スプラッシュ（2021年7月23日、キングダム）
- 熟女スプラッシュ（2023年9月22日、キングダム）
- 淫らなジェット噴射（2024年8月23日、キングダム）
- Sexual Motel（2024年10月11日、キングダム）